# Alpina Bahn
Alpina Bahn ist eine transportable Stahlachterbahn, die vor allem im deutschen Raum auf großen Volksfesten aufgebaut wird. Die von Werner Stengel entworfene und von Anton Schwarzkopf gebaute Bahn der Schaustellerfamilie Bruch feierte am 16. Juli 1983 auf der Rheinkirmes in Düsseldorf unter dem Namen Himalayabahn Premiere. Aufgrund technischer Probleme konnte die Bahn allerdings erst am nächsten Tag ihren regulären Fahrbetrieb aufnehmen. Im Jahr 1987 präsentierte sich die Bahn dann unter dem Namen Achterbahn auf den Festplätzen. Zum Ende der Saison 1997 wurde die Bahn durch die Stuhrer Firma AFAW zur heutigen Alpina Bahn umgestaltet. Bis heute ist die Anlage die größte und längste transportable Achterbahn der Welt ohne Überschlag. Außerdem war sie bis zur Eröffnung des Olympia Looping im Jahr 1989 die einzige transportable Achterbahn, bei der es möglich ist, bis zu fünf Züge gleichzeitig zu betreiben.
Im Juni 2020 erhielt die Bahn neue Züge der Firma Gerstlauer Amusement Rides, welche im Düsselland – ein temporärer Freizeitpark auf dem Düsseldorfer Messegelände – erstmals zum Einsatz gekommen sind.
Bei einer Grundfläche von 86 m × 32 m hat die Achterbahn eine Höhe von 32 Metern und eine maximale Schienenhöhe von 27 Metern. Auf dem in Form mehrerer achtförmiger Teilabschnitte ausgeführten Rundkurs mit einer Länge von 910 Metern erreichen die Züge eine maximale Geschwindigkeit von 80 km/h. Die insgesamt fünf Züge bestehen aus je fünf Wagen für vier Personen in zwei Reihen. Für den Transport auf den Lifthill sorgt ein Reibradantrieb. Als Block- und Schlussbremsen kommen seitlich der Schienen angebrachte Klotzbremsen zum Einsatz. Das Gewicht der verwendeten Stahlkonstruktion beträgt 600 Tonnen.

## Bilder

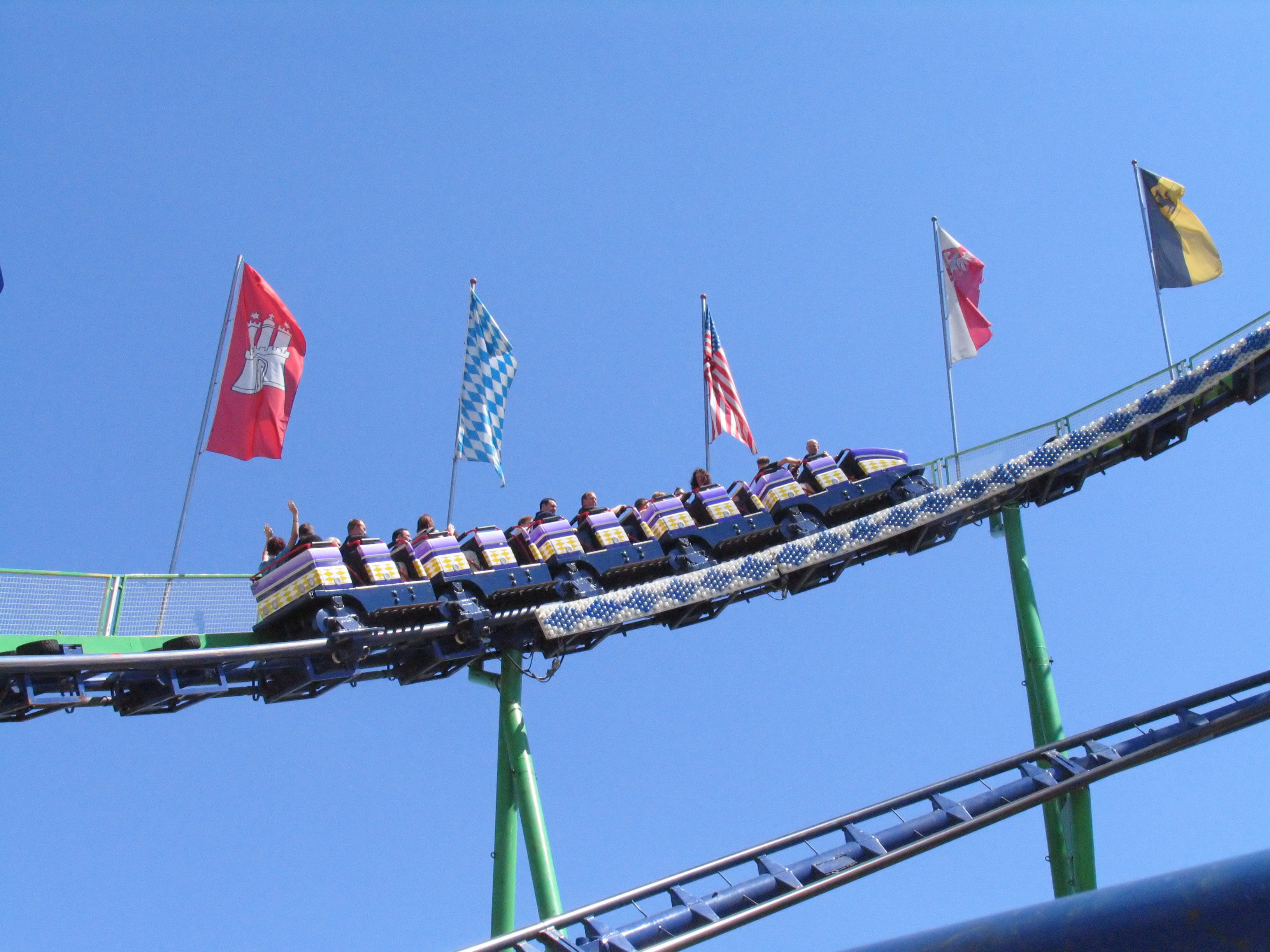
Ein Zug auf dem Lifthill
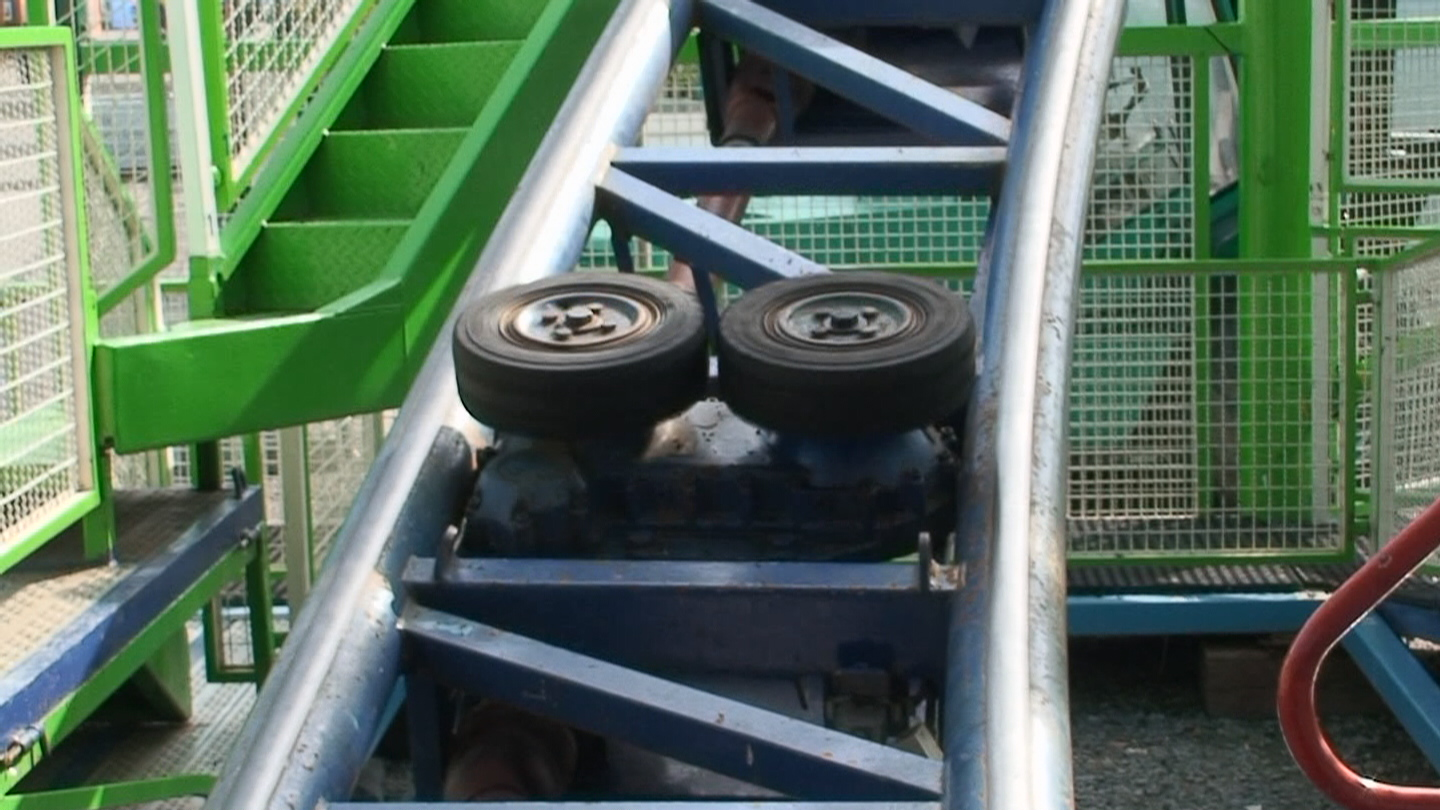
Reibradantrieb
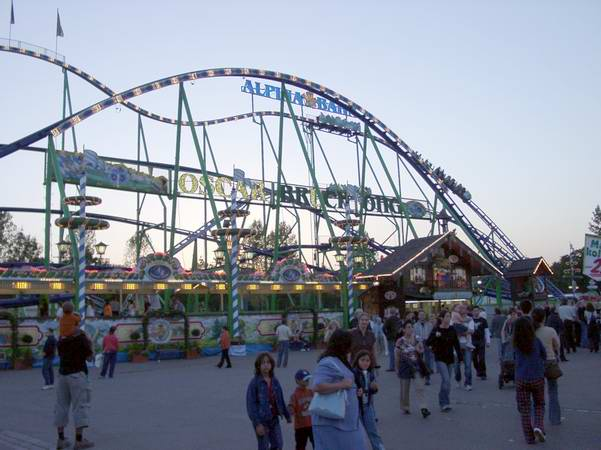
Alpina Bahn auf dem Cannstatter Wasen
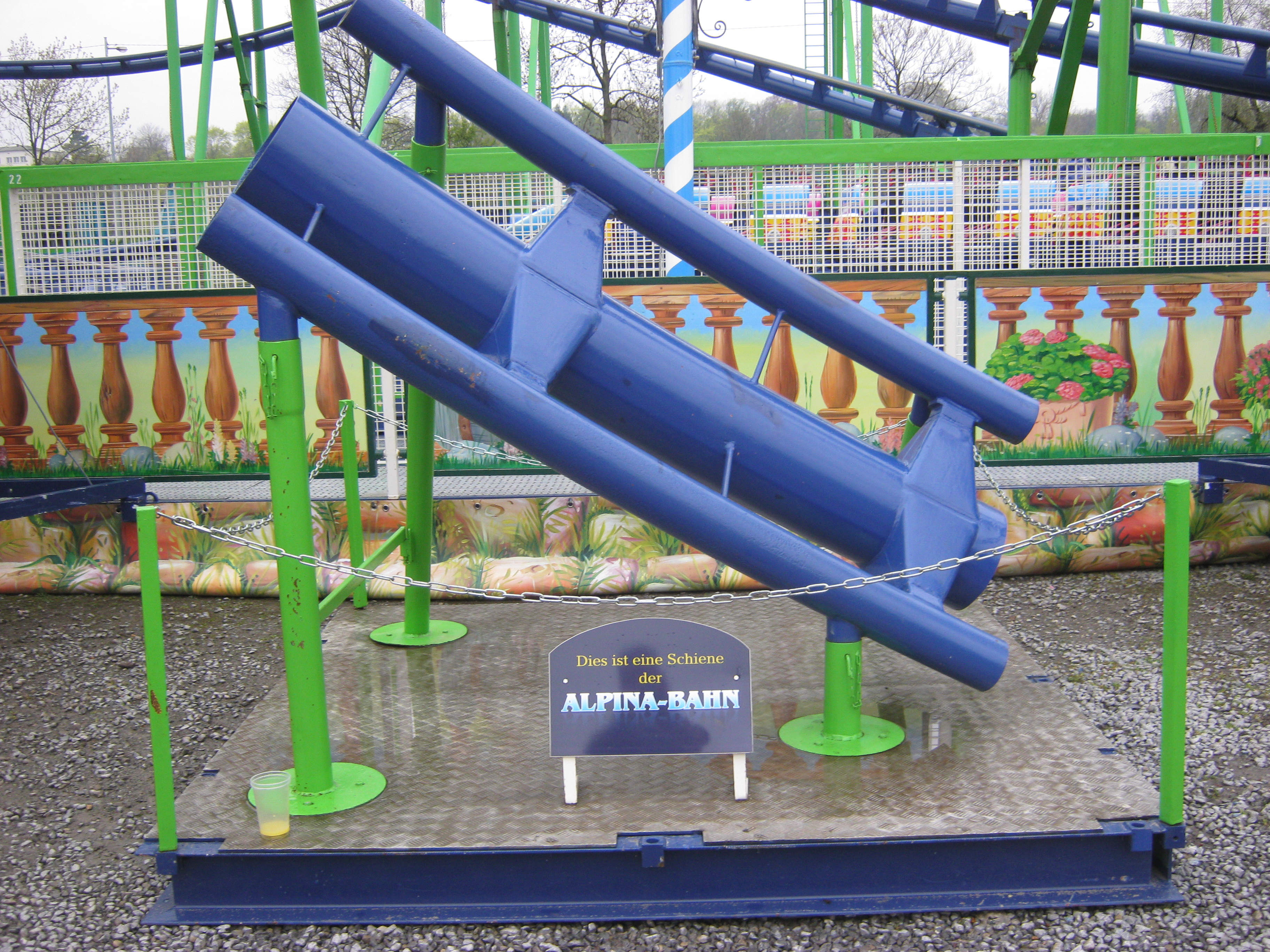
Schienenstück der Alpina Bahn